# ناوكي نومورا
ناوكي نومورا (باليابانية: 野村 直輝) (مواليد 17 أبريل 1991)، هو لاعب كرة قدم ياباني سابق كان يلعب كلاعب وسط.

## وصلات خارجية
- ناوكي نومورا على موقع رابطة كرة القدم اليابانية للمحترفين (اليابانية)
- ناوكي نومورا على موقع قاعدة بيانات كرة القدم.إي يو (الإنجليزية)
- ناوكي نومورا على موقع Soccerway.com (الإنجليزية)
- ناوكي نومورا على موقع عالم كرة القدم.نت (الإنجليزية)